# Euchromia jullieni
Euchromia jullieni là một loài bướm đêm thuộc phân họ Arctiinae, họ Erebidae.